# Спэйтс, Джон
Джон Спэйтс (англ. Jon Spaihts) — американский сценарист и актёр.

## Карьера
В киноиндустрии известность Джон Спэйтс получил, когда его фантастический роман Пассажиры был включён в Чёрный список лучших сценариев в 2007 году. Киану Ривз нанял Спэйтса для написания фантастического фильма Тень 19. Затем Ривз согласился продюсировать и исполнить главную роль в Пассажирах. Спэйтс был нанят Scott Free Productions для написания сценария к приквелу серии фильмов Чужой, режиссёром которого стал Ридли Скотт. Фильм, в конечном итоге, получил название Прометей, а сценарий Спэйтса был переписан Деймоном Линделофом. Для New Regency Спэйтс написал сценарий к фильму об инопланетном вторжении, фантастическому триллеру Фантом.
Спэйтс работал над киновоплощением сказания Чудо Георгия о змие для Sony Pictures, а затем участвовал в проекте Children of Mars для The Walt Disney Company. В 2012 году он заключил сделку по написанию сценария к экранизации Мировой войны Робота, на основе произведения Эшли Вуда и написать сценарий к фильме на основе его собственного питча. Спэйтсу также было поручено написать сценарий для фильма-перезапуска серии Мумия. В 2013 году он начал заниматься сценарием к ремейку фильма Walt Disney Studios Чёрная дыра 1979 года. В 2014 году был нанят Marvel Studios, чтобы написать сценарий к фильму Доктор Стрэндж, который вышел в 2016 году.
Первоначально права на киновоплощение Пассажиров были проданы The Weinstein Company, с Киану Ривзом и Риз Уизерспун в главных ролях, в то время как возглавить проект должен был режиссёр Игры престолов Брайан Кирк. В настоящее время проекту "был дан зелёный свет" компанией Sony Pictures, который будет разработан Original Film и Company Films. Режиссёром выступит Мортен Тильдум, а главные роли исполнят Дженнифер Лоуренс и Крис Прэтт.

## Личная жизнь
Джон Спэйтс родился в Нью-Йорке. Его отец, Джим Спэйтс, - электроинженер, а его мать Джин - программист. Спэйтс является выпускником Принстонского университета. Он написал несколько книг для The Princeton Review. Спэйтс живёт и работает в Венеции, Калифорнии. Он состоит в браке с актрисой Джоанной Уоттс. Кроме того, Спэйтс является фотографом. 

## Фильмография
| Год  | Фильм          | Примечания                 |
| ---- | -------------- | -------------------------- |
| 2011 | Фантом         | сценарист                  |
| 2012 | Прометей       | соавтор (сценарий и сюжет) |
| 2016 | Доктор Стрэндж | сценарист                  |
| 2016 | Пассажиры      | сценарист                  |
| 2017 | Мумия          | сценарист                  |
| 2021 | Дюна           | сценарист                  |